# Lycenchelys

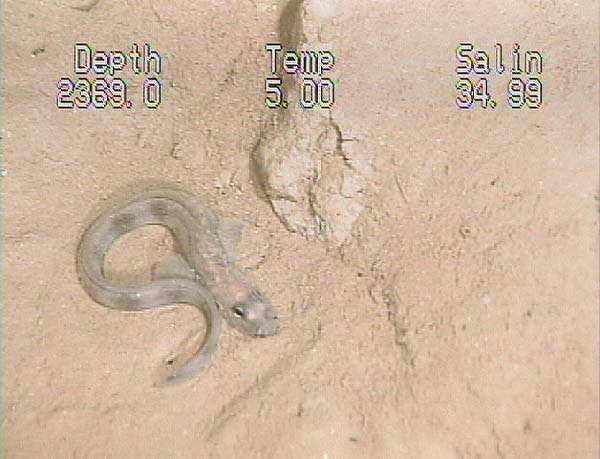
Lycenchelys verrillii

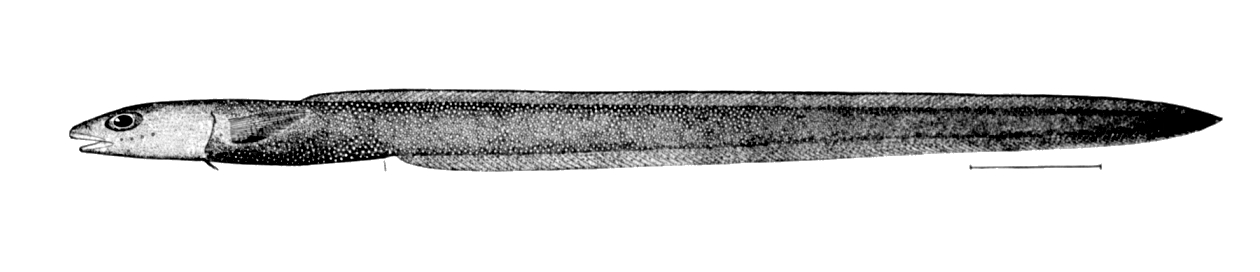
Lycenchelys paxillus

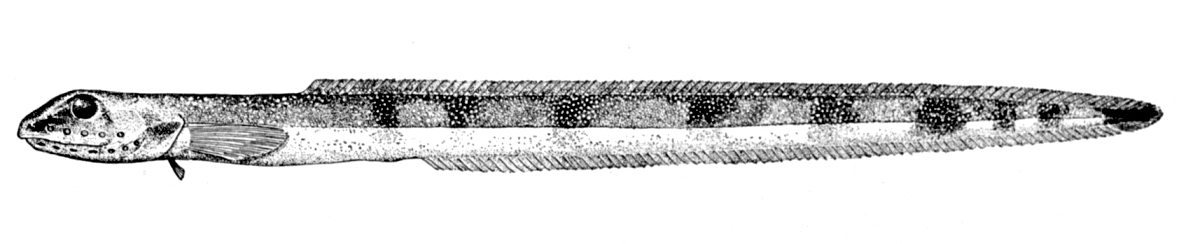
Lycenchelys verrillii

Lycenchelys és un gènere de peixos de la família dels zoàrcids i de l'ordre dels perciformes.

## Taxonomia
- Lycenchelys alba (Vaillant, 1888)
- Lycenchelys albeola (Andriàixev, 1958)
- Lycenchelys albomaculata (Toyoshima, 1983)
- Lycenchelys alta (Toyoshima, 1985)
- Lycenchelys antarctica (Regan, 1913)
- Lycenchelys aratrirostris (Andriàixev & Permitin, 1968)
- Lycenchelys argentina (Marschoff, Torno & Tomo, 1977)
- Lycenchelys aurantiaca (Shinohara & Matsuura, 1998)
- Lycenchelys bachmanni (Gosztonyi, 1977)
- Lycenchelys bellingshauseni (Andriàixev & Permitin, 1968)
- Lycenchelys bullisi (Cohen, 1964)
- Lycenchelys callista (Anderson, 1995)
- Lycenchelys camchatica (Gilbert & Burke, 1912)
- Lycenchelys chauliodus (Anderson, 1995)
- Lycenchelys cicatrifer (Garman, 1899)
- Lycenchelys crotalinus (Gilbert, 1890)
- Lycenchelys fedorovi (Anderson & Balanov, 2000)
- Lycenchelys folletti (Anderson, 1995)
- Lycenchelys hadrogeneia (Anderson, 1995)
- Lycenchelys hippopotamus (Schmidt, 1950)
- Lycenchelys hureaui (Andriàixev, 1979)
- Lycenchelys imamurai (Anderson, 2006)
- Lycenchelys incisa (Garman, 1899)
- Lycenchelys jordani (Evermann & Goldsborough, 1907)
- Lycenchelys kolthoffi (Jensen, 1904)
- Lycenchelys lonchoura (Anderson, 1995)
- Lycenchelys maculata (Toyoshima, 1985)
- Lycenchelys makushok (Fedorov & Andriàixev, 1993)
- Lycenchelys maoriensis (Andriàixev & Fedorov, 1986)
- Lycenchelys melanostomias (Toyoshima, 1983)
- Lycenchelys micropora (Andriàixev, 1955)
- Lycenchelys monstrosa (Anderson, 1982)
- Lycenchelys muraena (Collett, 1878)
- Lycenchelys nanospinata (Anderson, 1988)
- Lycenchelys nigripalatum (DeWitt & Hureau, 1979)
- Lycenchelys novaezealandiae (Anderson & Møller, 2007)
- Lycenchelys parini (Fedorov, 1995)
- Lycenchelys paxillus (Goode & Bean, 1879)
- Lycenchelys pearcyi (Anderson, 1995)
- Lycenchelys pentactina (Anderson, 1995)
- Lycenchelys pequenoi (Anderson, 1995)
- Lycenchelys peruana (Anderson, 1995)
- Lycenchelys platyrhina (Jensen, 1902)
- Lycenchelys plicifera (Andriàixev, 1955)
- Lycenchelys polyodon (Anderson & Møller, 2007)
- Lycenchelys porifer (Gilbert, 1890)
- Lycenchelys rassi (Andriàixev, 1955)
- Lycenchelys ratmanovi (Andriàixev, 1955)
- Lycenchelys remissaria (Fedorov, 1995)
- Lycenchelys rosea (Toyoshima, 1985)
- Lycenchelys ryukyuensis (Shinohara & Anderson, 2007)
- Lycenchelys sarsii (Collett, 1871)
- Lycenchelys scaurus (Garman, 1899)
- Lycenchelys squamosa (Toyoshima, 1983)
- Lycenchelys tohokuensis (Anderson & Imamura, 2002)
- Lycenchelys tristichodon (DeWitt & Hureau, 1979)
- Lycenchelys uschakovi (Andriàixev, 1958)
- Lycenchelys verrillii (Goode & Bean, 1877)
- Lycenchelys vitiazi (Andriàixev, 1955)
- Lycenchelys volki (Andriàixev, 1955)
- Lycenchelys wilkesi (Anderson, 1988)
- Lycenchelys xanthoptera (Anderson, 1991)[2][3][4][5][6][7]